# 江南化工
江南化工株式会社（こうなんかこう）は三重県にある企業。分野は化学工業。経済産業省が2014年に選定したグローバルニッチトップ企業100選の一つである。

## 概要
化学工業薬品の生産を基本に、農業薬品、医薬品、健康食品を展開している。日本初の国産純パラクレゾールに成功した他、パラエチルフェノール、パラトルエンスルホン酸においても日本初の国産化に成功しており、化学工業分野のニッチ分野において世界的なシェアを占めている事から、2014年グローバルニッチトップ企業100選に経産省から選ばれた。2019年の時点でパパラエチルフェノール、パラクレゾール、パラトルエンスルホン酸の国内外シェアは90％を超えている。設立は1952年6月15日。2020年3月時点での代表取締役社長は大谷 淨治(2代目社長)。従業員90名。100%出資子会社に健康食品とラムナン株式会社が存在する(社長共通)。